# هوهیئون-دونگ
هوهیئون-دونگ (به لاتین: Hoehyeon-dong) یک منطقهٔ مسکونی در کره جنوبی است که در Jung District واقع شده‌است.